# 第13軍 (德國國防軍)
第13軍（德語：XIII. Armeekorps）是二戰期間德國陸軍的一個軍。第13軍於1937年10月1日在巴伐利亚紐倫堡成立。